# John Swartz den yngre
Johannes "John" Swartz, född 16 augusti 1790 i Norrköping, Östergötlands län, död 16 augusti 1853 i Norrköpings Sankt Olai församling, Östergötlands län, var en svensk fabrikör. Han var sonson till Petter Swartz samt far till Jakob Erik och Johan Gustaf Swartz.

## Biografi
Swartz var 1809–1811 i tjänst hos ett engelskt handelshus samt biträdde sedan vid och övertog 1819 en av fadern i Norrköping anlagd snusfabrik. Norrköpings utveckling främjade han synnerligen genom kraftigt deltagande i stadens kommunala liv och betydande donationer. År 1824 deltog han i stiftandet av Norrköpings sparbank, och 1841 var han en av dem, som uppgjorde och utförde planen till förbättrad fattigvård inom staden. Dessutom ivrade han för inrättande av sockensparbanker, för ändrad brännvinslagstiftning, för införande av flera lantbruksreformer som sockerbetsodling och för anläggning av järnvägar. År 1834 kallades han till medlem av en kommitté för granskning av då gällande tullbestämmelser, och 1848 var han ordförande vid tredje allmänna svenska lantbruksmötet, som hölls i Norrköping. Han blev 1845 hedersledamot av Lantbruksakademien och 1847 ledamot av Vetenskapsakademien. John Swartz är begravd på Matteus kyrkogård i Norrköping.